# 基東·克雷默
基東·克雷默（1947年2月27日—），拉脫維亞小提琴家，指挥家。

## 生平
克雷默出生於拉脱维亚里加，4歲時，他在家鄉隨祖父及父親學習小提琴，7歲時進入里加音樂學校，接受正式的音樂教育。1965年起在莫斯科音樂學院隨大卫·奥伊斯特拉赫習琴。在莫斯科學習期間，屢獲重要小提琴比賽獎項，如：伊丽莎白（三獎，1967年）、蒙特婁（二獎，1969年）、帕格尼尼（首獎，1969年）、柴可夫斯基（首獎，1970年）。從此展開忙碌的演奏生涯。1970年，在維也納樂友協會登台，與Thomas Schippers、维也纳交响乐团合作，這是他在西歐的初登場。1975年，初次登上柏林愛樂廳，隔年前往萨尔茨堡音乐节演奏。
1980年，克雷默離開蘇聯治下的拉脫維亞，遷居德國。翌年他在洛肯豪斯展開一個室內樂音樂節，專注於非典曲目的演出。九〇年代後，基東·克雷默積極為自己尋根，不僅促使他寫了第一本書《片段的童年》（Kindheitssplitter），還有計畫地灌錄東歐音樂。1996年11月，他成立了波羅的海室內樂團，由當地的年輕樂手組成。此外，克雷默亦是韦尔比耶音乐节的常客，直到2011年為止都固定在當地亮相。

## 作品

### 商業錄音
克雷默自1978年起為DG錄音，在該廠有可觀的作品。此外他與Philips、EMI、Decca、ECM、Nonesuch等品牌皆有合作。其中，小眾廠牌ECM是克雷默在當代音樂方面的主要支持者，以「新系列」（New Series）為名，發行了許多當代作曲家的創作。

### 著作
- 《片段的童年》（Kindheitsplitter；Fragments of Childhood）
- 《寫給青年藝術家的信》（Letters to a Young Pianist），2013年

## 獲獎與榮譽
- 德國功勳勳章，2016年[6]
- 高松宮殿下紀念世界文化獎，2016年[7]
- 義大利二等功績勳章，2011年
- 伊斯坦堡音樂節終身成就獎，2010年
- 葛萊美獎，2002年
- 回声音乐古典奖，2002年[8]
- 拉脫維亞三星勳章，1997年[9]
- 西門子獎，1982年

## 評價
克雷默是當代音樂的積極支持者，為人所知的是他對阿斯托尔·皮亚佐拉作品的推廣。另外，他個人也嘗試了許多新音樂，包括埃内斯库、贝尔格、肖斯塔科维奇、巴托克、格拉斯、舒尼特克、魏因贝格、亚当斯、奧爾巴赫、瓦斯克斯、佩爾特等人的創作。鑒於克雷默對當代音樂的資歷與理解，亦有許多作曲家將作品題獻予他，如古拜杜丽娜、诺诺、坎切利等人。
除了獨奏事業外，克雷默亦活躍於室內樂舞台。經常與瑪塔·阿格麗希、米哈伊爾·普雷特涅夫、米沙·麦斯基、馬友友等人合作。

## 個人生活
克雷默的祖父Karl Brückner是里加當地有名望的音樂學者、小提琴家。克雷默的父親是猶太大屠殺的倖存者，母親則是德國-瑞典移民。

## 外部連結
- 官方网站
- 基東·克雷默的Discogs页面（英文）
- 基東·克雷默在Allmusic上的頁面
- 波羅的海室內樂團官方網站 （页面存档备份，存于）